# Stavenes fyr
Das Stavenes fyr ist ein Leuchtfeuer an der westnorwegischen Küste in der Gemeinde Averøy im Fylke Møre og Romsdal.

Das Leuchtfeuer markiert die Zufahrt in den Sørsundet und in den Hafen von Kristiansund.

## Geschichtliche Entwicklung
Das Leuchtfeuer wurde im Jahr 1842 gebaut und wurde verhäuft im Zeitraum von 1847 bis 1854 als Zufluchtsort vor Stürmen des Küstenabschnitt namens Hustadvika genutzt, die letztendlich Schäden am Leuchtfeuer hinterließen. Im Jahr 1894 wurde ein neues Leuchtfeuerhaus errichtet, das 13 Jahre später modernisiert wurde. Das 1953 errichtete Haus für den Wärter wurde im Verlauf anhand von Generatoren an ein eigenes Stromnetz gebunden. Die vollständige Automatisierung des Leuchtfeuers wurde im Jahr 1976 vollendet, die das Leuchtfeuer fortan unbesetzt hinterließ.